# أورنيلا موتي
اورنيلا موتي (بالإيطالية: Ornella Muti)‏ ممثلة إيطالية. ولدت فرانشيسكا رومانا ريفيلي في 9 مارس 1955 في روما، إيطاليا، لأب من نابولي وأم إستونية. ولديها شقيقة كبرى هي كلاوديا (1951).
قامت موتي بالتمثيل في سن المراهقة حيث مثلت في فيلم La moglie più bella أو «الزوجة الأكثر جمالا» في العام 1971 من إخراج داميانو دامياني.
عملت بشكل أساس في أفلام من إنتاج إيطالي، لكنها قامت أيضا بتمثيل مجموعة من الأعمال في المملكة المتحدة بدأ من العام 1981 بفيلم الخيال العلمي  Flash Gordon المبني على روايات الخيال العلمي «فلاش جوردان». وفي الأفلام الأمريكية ظهرت في فيلم أوسكار مع سيلفيستر ستالون العام 1991، أيضا في فيلم Once Upon a Crime العام 1992.كما قدمت عدة إعلانات شهيرة في فرنسا.
زواج موتي الأول كان من «أليسيو أورانو» شريكها في فيلم «الزوجة الأكثر جمالا» وكان ذلك بين عامي (1975 - 1981)، الثاني من «فيديريكو فاتشينيتي» وذلك بين عامي (1988 - 1996) ولديها بنتان وولد. حاليا هي متزوجة من «فيديريكو كيرهيرفي». سبق وأن اختيرت أورنيلا موتي «كالمرأة الأكثر جمالا في العالم» في استفتاء جرى من قبل إحدى المجلات المتخصصة في مجال المشاهير العام 1994. كما تم تكريمها في عدة مهرجانات بينها مهرجان القاهرة السينمائي الدولي العام 2000.

## قائمة ببعض أفلامها
- La moglie più bella (The Most Beautiful Wife, 1970)
- Il Sole nella pelle (1971, also known as Summer Affair, Sun on the Skin)
- Le Monache di Sant'Arcangelo (1973, also known as Sisters of Satan, The Nuns of Saint Archangel, The Nun and the Devil)
- Romanzo popolare (1974, also known as Come Home and Meet My Wife)
- The Sensual Man (1974)
- اباسیوناتا (1974)
- Leonor (1975)
- Pure as a Lily (1976)
- La Dernière femme (1976, also known as The Last Woman, L'Ultima donna)
- La stanza del vescovo, (1977, also known as The Bishop’s Room)
- Mort d'un pourri (1977, also known as Death of a Corrupt Man, The Twisted Detective)
- I nuovi mostri (1977)
- Neapolitan Mystery (1978)
- Primo amore (1978)
- Ritratto di borghesia in nero (1978, also known as Nest of Vipers, Portrait of a Bourgeois in Black)
- Eutanasia di un amore (1978)
- La vita è bella (Life is Beautiful, 1979)
- Flash Gordon (1980)
- Il Bisbetico Domato (1980)
- Nessuno è perfetto (1981)
- Innamorato pazzo (Madly in Love, 1981)
- Storie di ordinaria follia (Tales of Ordinary Madness, 1981)
- Love and Money (1982)
- Bonnie e Clyde all'italiana (Bonnie and Clyde Italian Style, 1982)
- La Ragazza di Trieste (The Girl from Trieste, 1983)
- Il futuro è donna (The Future Is Woman, 1984)
- Un povero ricco (Rich and Poor, 1984)
- Un amour de Swann (1984, also known as Eine Liebe von Swann, Swann in Love)
- Tutta colpa del paradiso (1985)
- Stregati (1986)
- Grandi magazzini (1986)
- Io e mia sorella (Me and My Sister, 1987)
- Casanova (1987)
- Cronaca di una morte annunciata (Chronicle of a Death Foretold, 1987)
- Il frullo del passero (The Sparrow's Fluttering, 1988)
- O Re (The King of Naples) (1989)
- Codice privato (1989)
- Wait Until Spring, Bandini (1989)
- Il Viaggio di Capitan Fracassa (1990, English titles: Captain Fracassa's Journey, The Voyage of Captain Fracassa)
- Stasera a casa di Alice (1990)
- Oscar (1991)
- La domenica specialmente (Especially on Sunday, 1991)
- Once Upon a Crime (1992)
- El Amante Bilingüe (1993)
- Compromesso d'amore (1995, Spanish title: Tatiana, la muñeca rusa, US title: Love Deal)
- Mi fai un favore (1996, US title: Stella's Favor)
- Pour rire! (1996)
- Somewhere in the City (1998)
- The Count of Monte Cristo (1998, miniseries)
- The Unscarred (1999), co-starred with daughter Naike Rivelli
- Panni sporchi (Dirty Linen, 1999)
- Tierra del fuego (2000)
- Jet Set (2000)
- Domani (2001, English title: Tomorrow)
- Il figlio prediletto (2001 Brazil, Portuguese title: Um Crime Nobre)
- Hotel (2001)
- Last Run (2002)
- Cavale (2002, also known as Trilogy: One, On the Run, One)
- Un couple épatant (2002, also known as Trilogy: Two, An Amazing Couple, Two)
- Après la vie (2002) (also known as Trilogy: Three, After the Life, Three)
- On the Run: Trilogy 1 (2004)
- An Amazing Couple: Trilogy 2 (2004)
- After the Life: Trilogy 3 (2004)
- The Heart Is Deceitful Above All Things (2004)
- Les Bronzés 3: Amis pour la vie (2006)
- Doc West (2009)
- To Rome with Love (2012)

## وصلات خارجية
- الموقع الرسمي لأورنيلا موتي
- أورنيلا موتي على موقع IMDb (الإنجليزية)
- أورنيلا موتي على موقع ميتاكريتيك (الإنجليزية)
- أورنيلا موتي على موقع روتن توميتوز (الإنجليزية)
- أورنيلا موتي على موقع مونزينجر (الألمانية)
- أورنيلا موتي على موقع ألو سيني (الفرنسية)
- أورنيلا موتي على موقع تيرنر كلاسيك موفيز (الإنجليزية)
- أورنيلا موتي على موقع أول موفي (الإنجليزية)
- أورنيلا موتي على موقع قاعدة بيانات الأفلام السويدية (السويدية)
- أورنيلا موتي على موقع إن إن دي بي (الإنجليزية)
- أورنيلا موتي على موقع ديسكوغز (الإنجليزية)